# Oldenbüttel
Oldenbüttel ist eine Gemeinde im Kreis Rendsburg-Eckernförde in Schleswig-Holstein. Bokelhoop und Bokhorst liegen im Gemeindegebiet.

## Geografie und Verkehr
Oldenbüttel liegt etwa 20 km östlich von Heide auf beiden Seiten des Nord-Ostsee-Kanals, das Ortszentrum liegt auf dem Südufer. Etwa 15 km westlich verläuft die Bundesautobahn 23 von Hamburg nach Heide.
Im Nordteil der Gemeinde verläuft der Gieselaukanal, der 1937 als Verbindung zwischen dem Nord-Ostsee-Kanal und der Eider gebaut wurde.

## Geschichte
Siedlungshistorisch gehört Oldenbüttel zu den Büttel-Ortschaften.

## Politik

### Gemeindevertretung
Bei der Kommunalwahl am 14. Mai 2023 wurden insgesamt neun Sitze vergeben. Diese fielen erneut alle an die Kommunale Wählergemeinschaft Oldenbüttel. Die Wahlbeteiligung betrug 51,9 %.

### Wappen
Blasonierung: „Von Blau und Grün durch zwei silberne Wellenbalken leicht gesenkt geteilt, oben eine silbern-schwarze Kettenfähre, unten drei silberne Häuser 2 : 1.“
Die drei Häuser symbolisieren die drei Ortsteile Bokelhoop, Bokhorst und Oldenbüttel.

## Bilder

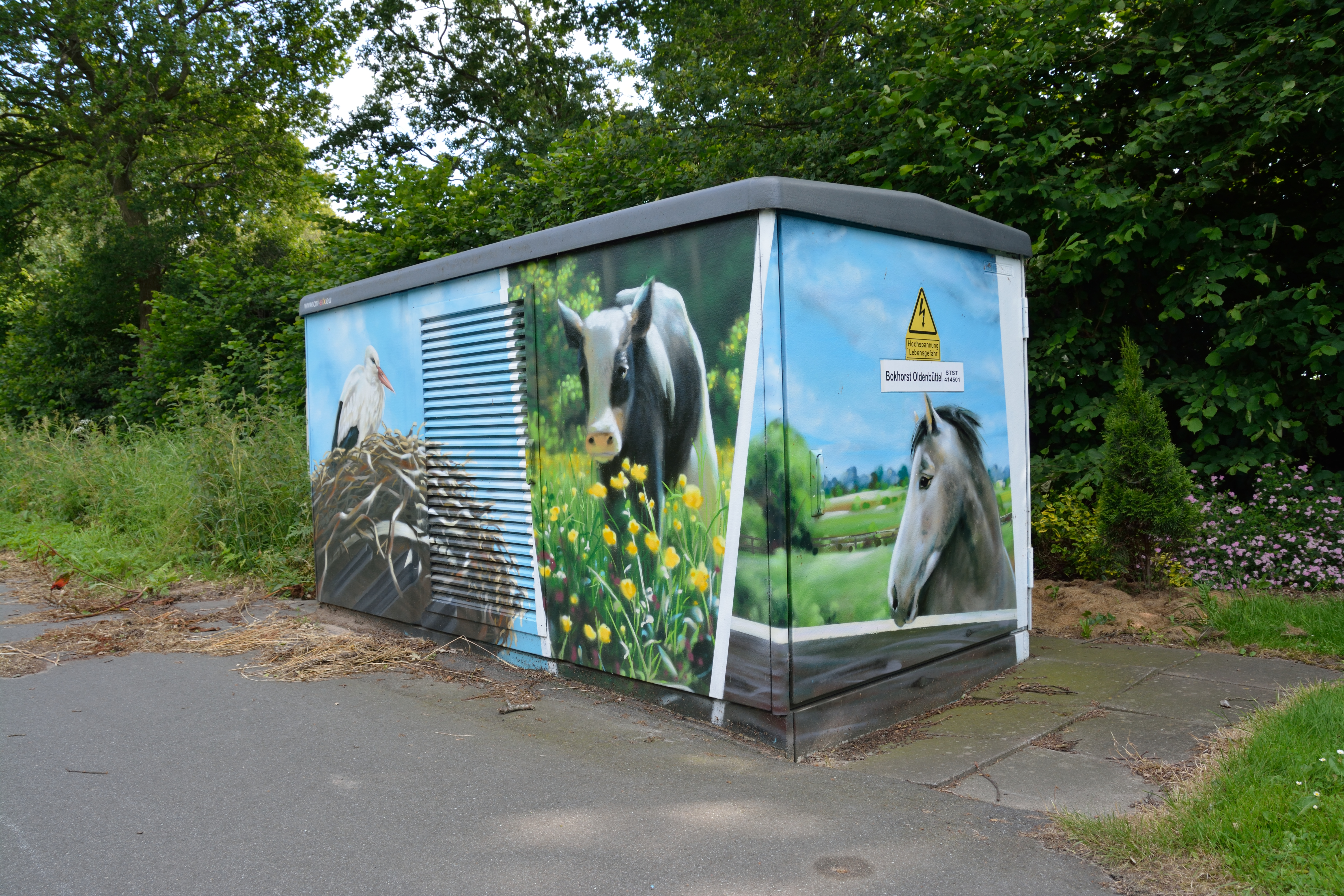
Bemaltes Transformatorengebäude
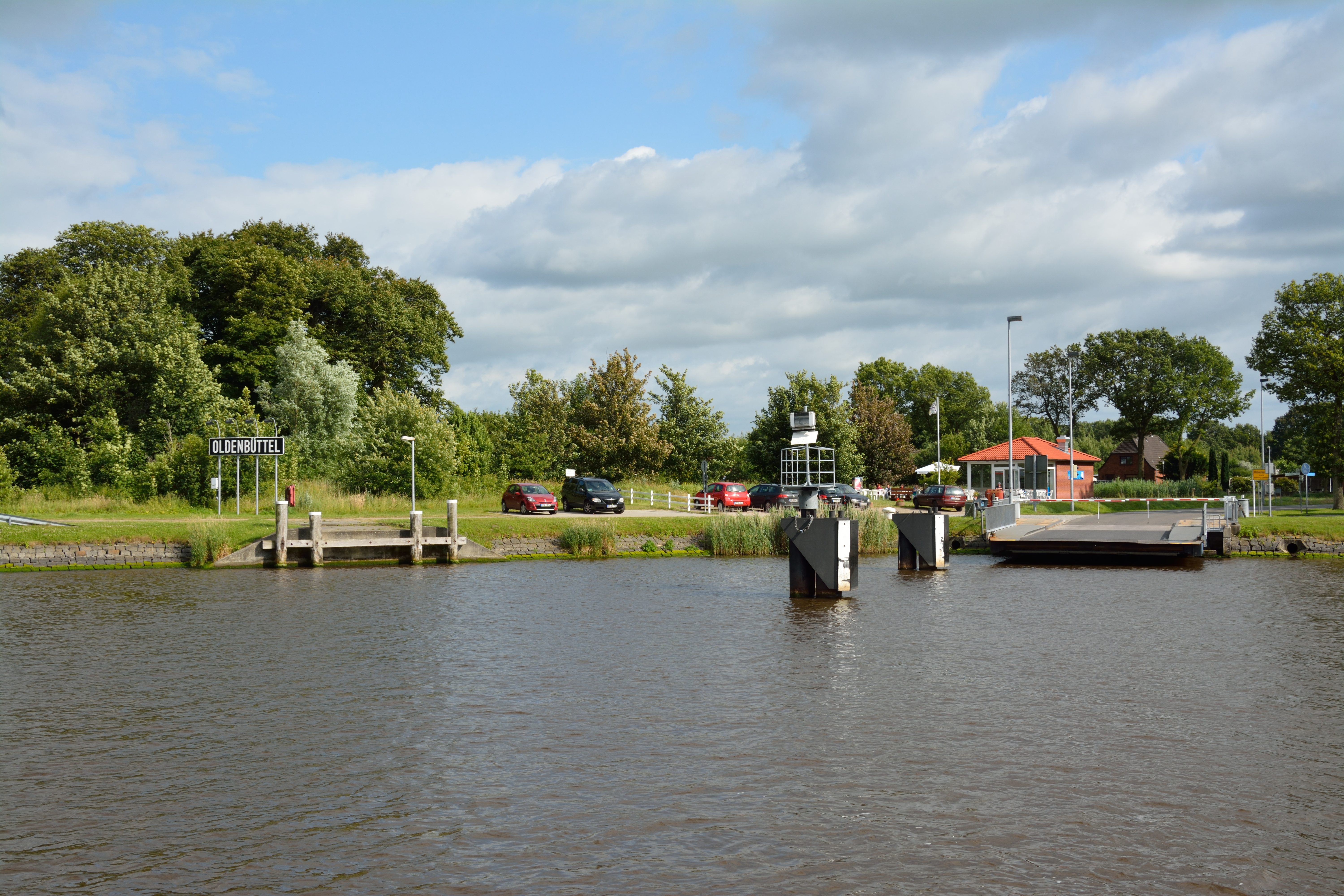
Fähranleger Oldenbüttel
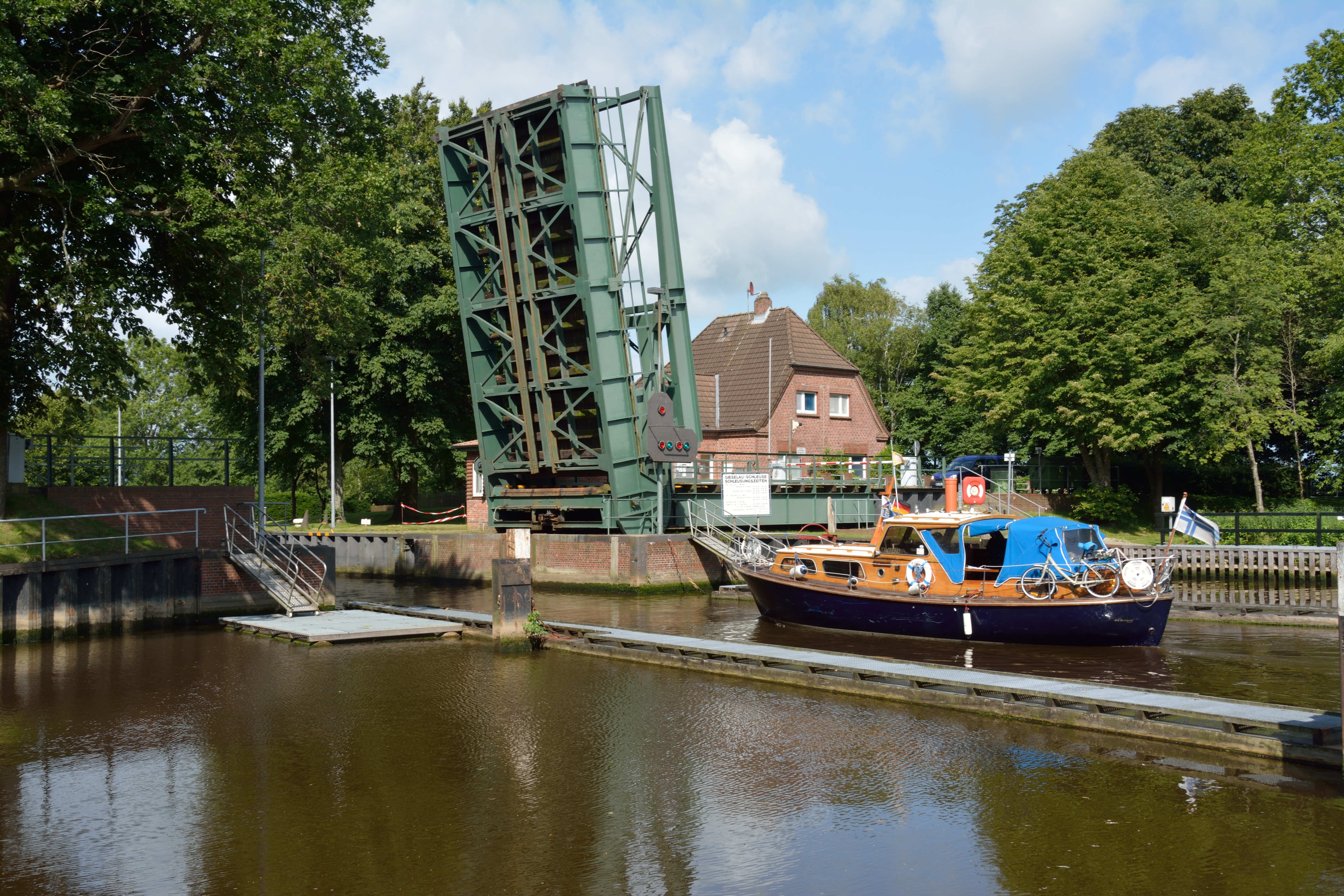
Schleuse am Gieselaukanal
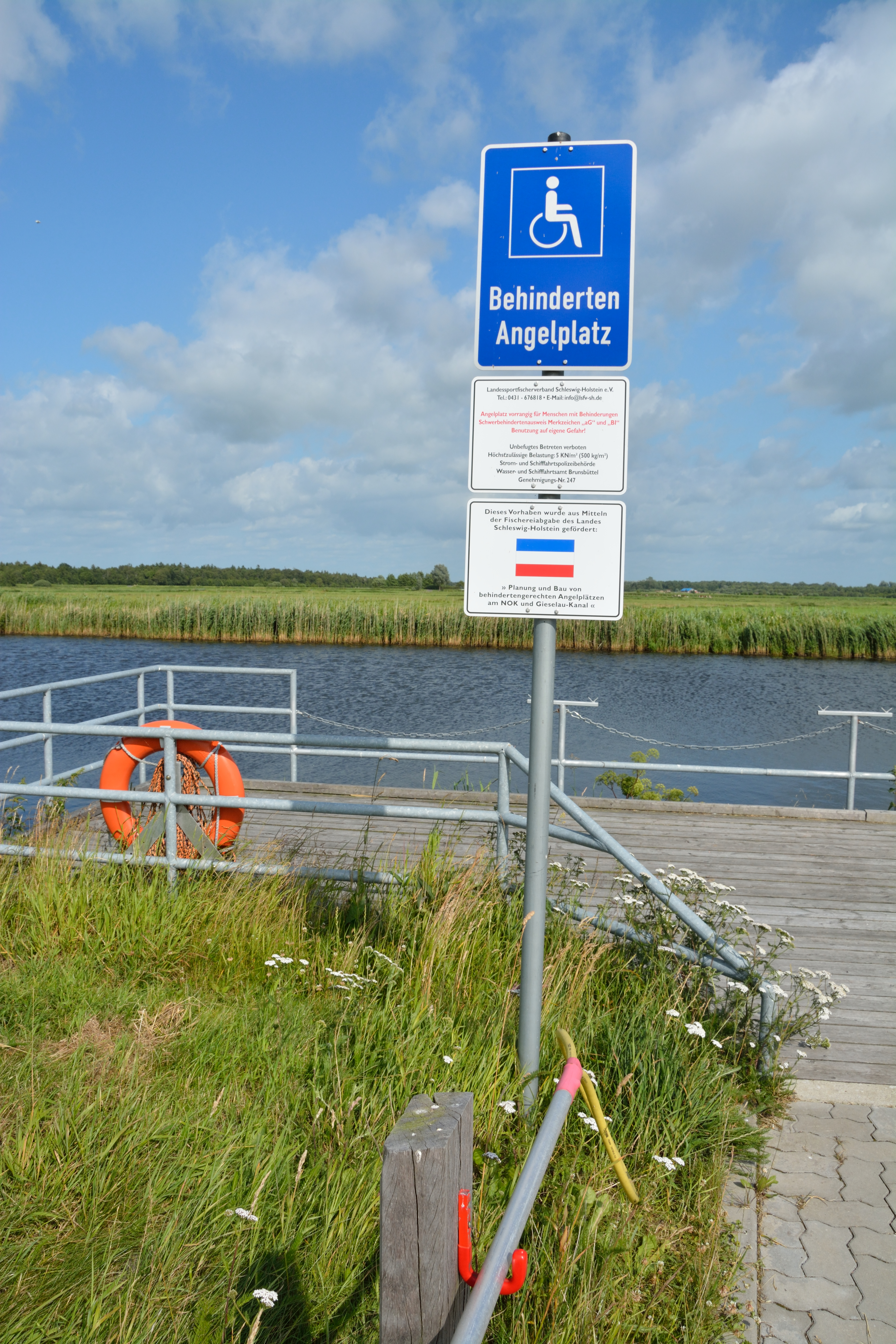
Angelplatz für behinderte Mitbürger

## Persönlichkeiten
- Kirsten Krüger (* 1955 in Oldenbüttel), mehrfache deutsche Meisterin im Tischtennis